# Pete Waterman Entertainment

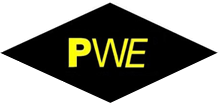
Pete Waterman Entertainment.

Pete Waterman Entertainment (PWE) é a gravadora de propriedade do produtor musical e empresário Pete Waterman fundada em 1987. A gravadora, originalmente Pete Waterman Limited (PWL), é famosa por ser a casa dos produtores musicais Stock Aitken Waterman. Em março de 2017, a maior parte do catálogo da PWL era distribuído pela BMG Rights Management.